# گلن کنی
گلن کنی (انگلیسی: Glenn Kenny؛ زادهٔ ۸ اوت ۱۹۵۹) روزنامه‌نگار، ناقد فیلم،  در روزنامه تایمز اهل ایالات متحده آمریکا است.